# Antigeenpresentatie

Antigeenpresentatie activeert T-cellen. Na activatie zullen ze zich ontwikkelen tot cytotoxische T-cellen en T-helpercellen.

Antigeenpresentatie is van essentieel belang voor de activatie van het adaptieve immuunsysteem. Tijdens antigeenpresentatie worden antigenen – kleine fragmenten van een lichaamsvreemd micro-organisme – op het celoppervlak van fagocyten, aangeboden aan T-cellen. De eiwitcomplexen die het antigeen dragen worden MHC-eiwitten genoemd. Antigeenpresentatie kan op verschillende manieren tot stand komen, afhankelijk van het type antigeen dat wordt gepresenteerd (een peptide of lipide), de oorsprong van het antigeen (intra- of extracellulair) en de identiteit van het MHC-eiwit (MHC-I of MHC-II).
De belangrijkste immuuncellen die antigenen kunnen presenteren zijn dendritische cellen en macrofagen. Wanneer deze cellen een virus of bacterie hebben gefagocyteerd, zullen ze kleine moleculen die afkomstig zijn van de pathogeen naar hun membraan sturen, waar ze door MHC-eiwitten worden gebonden. De MHC-eiwitten presenteren de antigenen aan T-cel-receptoren. Deze receptor herkent naast het peptide ook gedeeltes van de MHC. Na herkenning van een verdacht antigeen zal de T-cel reageren door proliferatie en vorming van effectorcellen, die vervolgens in actie komen. Ze doen dit ofwel door het verschaffen van ‘hulp’ (helper-T-cellen) aan andere cellen, ofwel door het doden van geïnfecteerde lichaamscellen (cytotoxische T-cellen).
Antigenen zijn niet alleen afkomstig van ziekteverwekkende micro-organismen maar ook van kankercellen. Uit kankercellen komen kleine ongewone peptiden (tumorantigenen) vrij die door dendritische cellen en macrofagen aan het verworven immuunsysteem kunnen worden gepresenteerd. Sommige tumorcellen verliezen hun MHC-eiwitten, waardoor ze niet langer hun tumorantigenen presenteren (maar wel gevoelig worden voor NK-cellen).